# Emerson Moisés Costa
Emerson Moisés Costa (Río de Janeiro, Brasil, 12 de abril de 1972) es un exfutbolista brasileño nacionalizado portugués. Jugaba de centrocampista y su primer club fue el Flamengo.

## Carrera
Comenzó su carrera en 1990 jugando para el Flamengo. En 1992 pasó al Coritiba y, posteriormente, se fue a Portugal para formar parte del plantel de Os Belenenses. En 1994 se fue al Oporto, donde estuvo hasta 1996. Ese mismo año se fue a Inglaterra, en donde formó parte del Middlesbrough hasta 1997. En 1998 se fue a España para integrar el plantel del C. D. Tenerife, donde se mantuvo hasta el año 2000. Se pasó a las filas del Deportivo de La Coruña y, en 2002, al Atlético de Madrid, en donde jugó hasta 2003. Ese año se fue a Escocia, en donde formó parte de las filas del Rangers hasta el año 2004. Regresó a Brasil para integrar el plantel de Vasco da Gama y, en 2005 se fue a Grecia para unirse al Skoda Xanthi. En 2006 se pasó al AEK Atenas, en donde estuvo hasta 2007. En ese año se fue a Chipre para integrar el equipo APOEL. En 2008 regresó a Brasil para formar parte del plantel del Madureira, equipo donde se retiró del fútbol.

## Clubes
| Club                   | País       | Año       |
| ---------------------- | ---------- | --------- |
| Flamengo               | Brasil     | 1990-1992 |
| Coritiba               | Brasil     | 1992      |
| Os Belenenses          | Portugal   | 1992-1994 |
| F. C. Oporto           | Portugal   | 1994-1996 |
| Middlesbrough          | Inglaterra | 1996-1997 |
| C. D. Tenerife         | España     | 1998-2000 |
| Deportivo de La Coruña | España     | 2000-2002 |
| Atlético de Madrid     | España     | 2002-2003 |
| Rangers F. C.          | Escocia    | 2003-2004 |
| Vasco da Gama          | Brasil     | 2004-2005 |
| Skoda Xanthi           | Grecia     | 2005      |
| AEK Atenas             | Grecia     | 2006-2007 |
| APOEL                  | Chipre     | 2007      |
| Madureira              | Brasil     | 2008      |

- Datos: Q1335595